# Eiichi Fukui
Pour les articles homonymes, voir Fukui (homonymie).
Eiichi Fukui (福井英一, Fukui Eiichi) (3 mars 1921 - 26 juin 1954) est un mangaka japonais qui meurt brutalement de surmenage à l'âge de 33 ans. Il est considéré comme le deuxième révolutionnaire du manga d'après-guerre après son rival Osamu Tezuka, et ce malgré une très courte carrière de 5 ans.

## Biographie
Après le lycée, Fukui rejoint le département d'animation du studio Nippon Eigasha et travaille avec Hideo Furusawa. Déçu de ce milieu, il le quitte en 1949 au moment de la fermeture du studio et se tourne vers le manga. Il reprend Batto-kun après le décès de son auteur Kazuo Inoue (ja).
Publié à partir de mars 1952 dans le magazine Bōken'ō (« Royaume de l'aventure »), son manga Igaguri-kun sur le judo traite d'un sujet interdit jusqu'alors par les forces d'occupation américaines, les arts martiaux. Il connait un très grand succès chez les enfants et est adapté en feuilleton radiophonique. Son manga devient un modèle à suivre, décrivant les soucis et joies de l'adolescence, la rencontre d'un adversaire à sa mesure, l'amitié, les émotions et ouvre de nouvelles perspectives dans le monde du manga en inspirant par exemple des œuvres sur le baseball, le judo, le catch ou la vie à l'école.
Travaillant durant un temps dans le même hôtel qu'Osamu Tezuka, avec qui il est en concurrence directe dans le manga pour enfants, il reconnait cependant la qualité des œuvres de celui-ci et en possède la collection complète. Tezuka lui-même admet : « Il dessine des choses que je ne sais pas représenter ». En 1954, submergé par le travail, il vit reclus, maigrissant à vue d’œil, et avec l'air malheureux. Bizarrement, plus son organisme s'affaiblit et plus il est productif. Il meurt de surcharge de travail (karōshi) juste avant la publication du premier épisode d'Akadō Suzunosuke, qui sera reprit par Tsunayoshi Takeuchi (ja).